# Silhouette Cars Limited
Silhouette Cars Limited war ein britischer Hersteller von Automobilen.

## Unternehmensgeschichte
Peter Zagaroff gründete 1970 das Unternehmen in Lewisham im London Borough of Lewisham. Er begann mit der Produktion von Automobilen und Kits. Der Markenname lautete Silhouette. 1973 endete die Produktion.
Adrian Wood von Adrian Wood Engineering aus Lichfield in der Grafschaft Staffordshire setzte 1978 die Produktion fort und verwendete den gleichen Markennamen. Insgesamt entstanden etwa 18 Exemplare.
Es gab keine Verbindung zu Silhouette Cars aus Corby, die zwischen 1987 und 1988 den gleichen Markennamen benutzten.

## Fahrzeuge
Im Angebot standen sportliche Fahrzeuge, überwiegend Coupés. Die Basis bildete das Fahrgestell vom VW Käfer. Darauf wurde eine Karosserie aus Fiberglas montiert. Die Ausführung mit normalen Türen hieß GS 70. Der Zagaroff erschien 1971, verfügte über Flügeltüren und verkaufte sich fünf Mal.
Ein Cabriolet ist überliefert.
1978 wurde der GS 70 neu aufgelegt. Terry Sands entwarf dafür ein neues Fahrgestell.